# Dog de Bordeaux

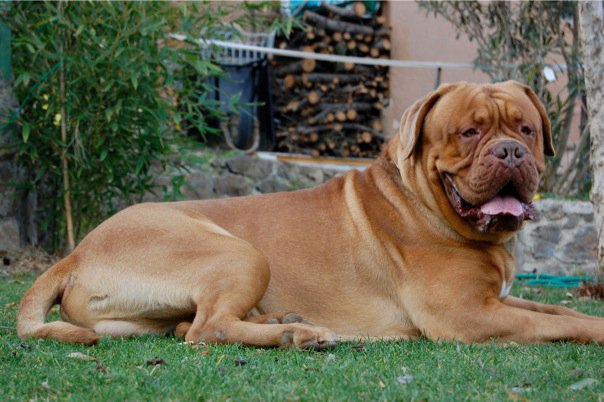
Dog de Bordeaux

Dog de Bordeaux este o rasă de câine de origine franceză, care a apărut și s-a dezvoltat în regiunea din jurul orașului Bordeaux. Câini de tip molossoid de talie mare, asemănători cu cei din rasa Mastiff Englez, au prezentat o mare varietate de tipuri și aparențe înainte de anul 1920, când s-a trecut la o uniformizare a rasei în vederea recunoașterii ei oficiale.

## Origini și istoric
Cu origini străvechi legate de Mastiff-ul Tibetan (rasă care a stat la baza formării tuturor câinilor molossoizi), acest câine are un traseu evolutiv care s-a îmbinat pe alocuri cu cele aparținând raselor Bullmastiff, Bulldog Englez și Mastino Napoletano. Romanii foloseau câini de talie mare, feroci și puternici (Pungaces) pe post de câini de război și urmașii acestora, răspândiți în teritoriile cucerite de legiunile Romei au dus, în timp, la apariția unor rase asemănătoare. Regiunea în care s-au înmulțit inițial acești câini este Aquitania, unde s-au semnalat de timpuriu exemplare canine cu craniul uriaș și trup foarte musculos.
Acești câini au fost folosiți la vânătoare (bouri sălbatici, urși, mistreți, lupi), pentru luptele împotriva animalelor sălbatice, în cadrul unor jocuri agreate de public, ca și câine de pază, însoțitor al turmelor și câine de protecție și apărare. Multe exemplare au fost ucise pe timpul Revoluției Franceze (1789-1799), pe motivul că erau percepuți ca animale preferate de aristocrație. Începând cu anul 1960 un grup de experți chinologi coordonați de profesorul Raymond Triquet au început o muncă sistematică de stabilizare și uniformizare a rasei. Rasa a fost standardizată spre finalul secolului XX iar din 2006 a fost recunoscută oficial de AKC.

## Descriere fizică
Au o înălțime de 67,5-80 cm, greutate de 60–80 kg și speranța de viață 5-7 ani. Fac parte din grupa „working”.
Sunt animale foarte puternice, etalând un corp cu osatura largă, solidă și mușchi proeminenți. Un câine de talie mare, cu corpul mai mult lung decât înalt, nu trebuie să pară prea greoi, ci trebuie să sugereze o prezență atletică dublată de masivitate. Dețin cel mai mare craniu din lumea canină, raportat la dimensiunile corpului. Forma generală a capului este trapezoidală, acesta este foarte lat, cu botul scurt și nasul cârn. Mandibula este proeminentă, cu dinții ușor expuși. Urechile au punctul de inserție înalt, triunghiulare cu vârful rotunjit si sunt purtate lăsate pe lângă cap. Pielea capului este abundentă, prezentând încrețituri (pliuri) numeroase și adânci în jurul ochilor și al botului, fapt care-i împrumută o expresie amenințătoare. Blana are firul scurt, fin și moale și este aderentă la corp. Culorile de bază: roșu-mahon, castaniu, maro-roșcat sau portocaliu. Trufa și buzele sunt, în general, de culoare roșie, mai puțin la exemplarele cu mască facială neagră (care le au negre). Se admite o pată albă mică pe piept și marcaje nesemnificative pe picioarele anterioare, dar acestea nu sunt încurajate.

## Personalitate
Este un câine impunător, vigilent și foarte curajos. Este inteligent, loial si dă dovadă de echilibru în relația cu omul. Se va dovedi dominant în prezența altor câini. Nu este gălăgios, latră rar. Este un protector înnăscut și se dovedește un bun câine de pază. Se înțelege bine cu copiii, dovedindu-se permisiv și calm.

## Îngrijire și sensibilitate boli
Are nevoie de un minim de îngrijire și întreținere, nefiind un câine pretențios vizavi de condițiile de trai. Blana se întreține ușor, folosind la periaj o mănușă de cauciuc cu zimții fini. Năpârlește mai consistent la schimbarea sezoanelor. Cutele de pe față necesită o atenție aparte, trebuind să fie curățate periodic, pentru a împiedica acumularea murdăriei și a preveni declanșarea infecțiilor. Probleme de sănătate frecvente în cadrul rasei: torsiunea gastrică, displazia de șold, maladia cotului, râia demodecică, eczemele, artritele premature, afecțiunile renale, cardiopatia.

### Condiții de viață
Se adaptează bine atât traiului în interior, cât și vieții în curte. Iarna are nevoie de protecție termică suplimentară. Nu se recomandă creșterea acestui câine într-un apartament.

## Dresaj
Necesită un dresaj cu punct de debut timpuriu, efectuat de o persoană experimentată și cu un caracter puternic. Dresajul trebuie să fie consistent, efectuat de o manieră fermă și perseverentă, dar cu tentă pozitivă și axat pe recunoaștere și recompensare. Uneori este inconstant la conlucrarea în dresaj, pentru că denotă accente de suficiență, comoditate ori încăpățânare. Dar este inteligent și afectuos, astfel că nu va fi, per ansamblu, un subiect foarte dificil.

### Utilitate
Este un câine de pază eficient și care se poate impune. Se comportă bine în prezența copiilor, face o figură frumoasă ca și câine de companie pentru o familie numeroasă și destul de activă. Trebuie stimulat să efectueze mișcare și exerciții fizice zilnic, pentru că tinde să se comporte sedentar și poate acumula ușor în greutate. Este un bun câine de protecție, fiind vigilent în prezența străinilor și capabil să stopeze orice agresiune prin forța și determinarea de care dă dovadă. Nu este bine să i se încurajeze reacțiile agresive, ci să fie temperat și ținut sub control.